# Yarrow (kocioł)

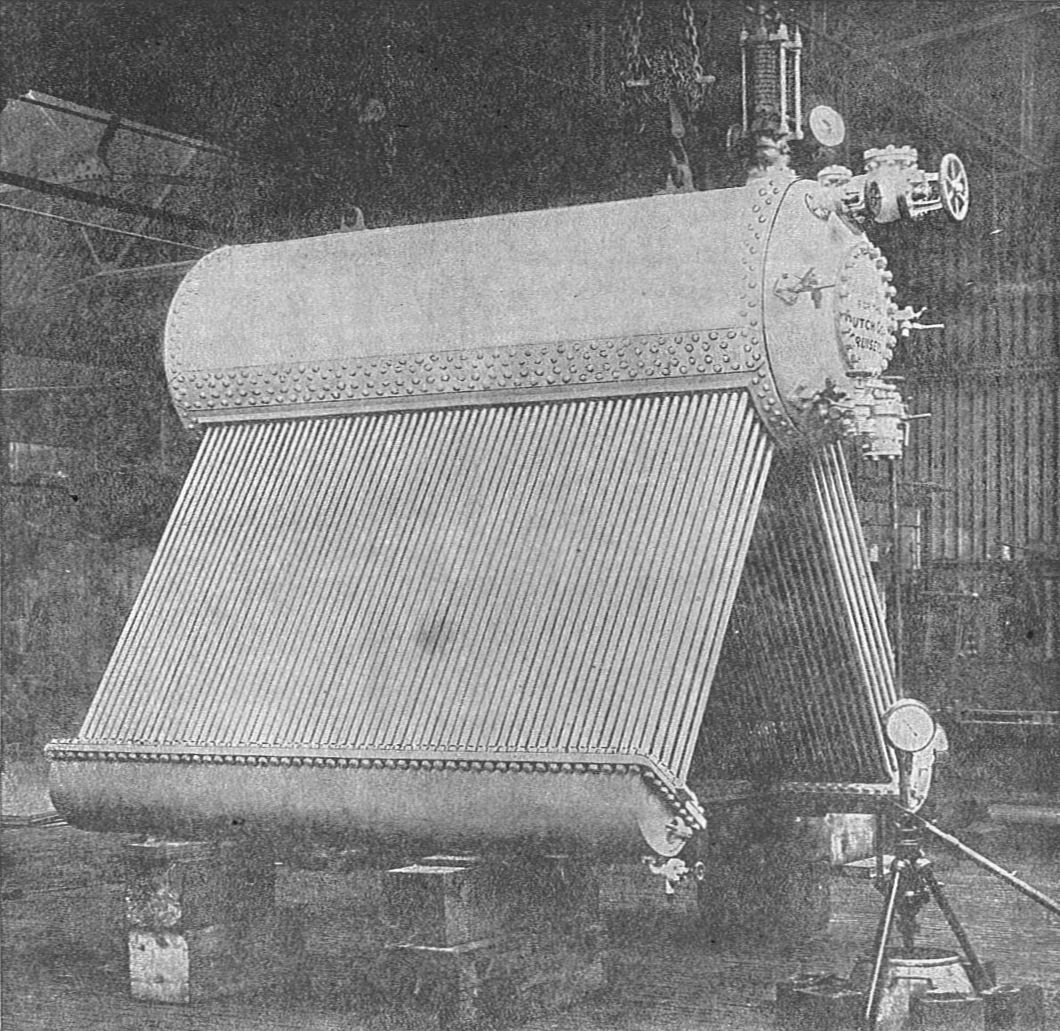
Kocioł typu Yarrow bez obudowy

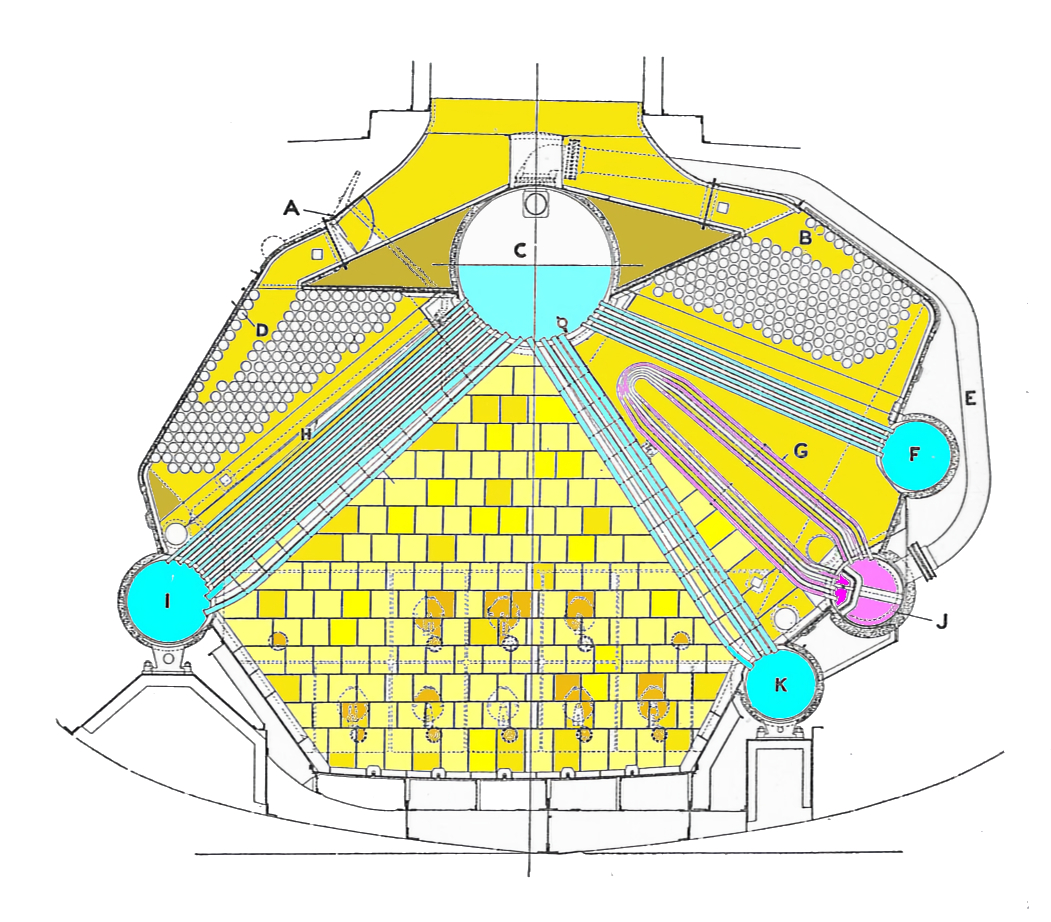
Kocioł asymetryczny z przegrzewaczem i podgrzewaczem wody

Yarrow – kocioł parowy opracowany pod koniec XIX wieku przez Alfreda Yarrowa. Najpopularniejszy typ kotła parowego na okrętach od końca XIX wieku.
Miał mniejsze wymiary i ciężar od wcześniej stosowanych kotłów płomienicowo-płomieniówkowych i skośnorurowych. Cechował się także mniejszym niebezpieczeństwem wybuchu. Kotły te były bardzo trudne do czyszczenia z  kamienia kotłowego, dlatego wymagały wody uzdatnionej.  Prawie zawsze były zasilane skroplinami. Z tego też powodu nie przyjęły się w parowozach. Jedynie górskie parowozy austriackie opalane ropą miały skrzynię ogniową wzorowaną na kotłach Yarrow.
Jest to kocioł opłomkowy, stromorurowy, z naturalnym obiegiem wody, o trzech walczakach, dwóch dolnych po bokach paleniska i górnym z odbieralnikiem pary. Walczaki dolne z górnym są połączone ogrzewanymi wiązkami rur zwanych opłomkami. W późniejszych konstrukcjach stosowano od 2 do 5 walczaków.
Występuje w wielu modyfikacjach, czasem pod nazwą konstruktora lub producenta.